# Камена-Вурла
Каме́на-Ву́рла (греч. Καμένα Βούρλα) — малый город в Греции. Расположен на высоте 40 м над уровнем моря, на берегу Эгейского моря, у входа в пролив Книмис, у подножья гор Книмис, в 4 километрах к юго-западу от мыса Книмис. Административный центр общины Камена-Вурла в периферийной единице Фтиотида в периферии Центральная Греция. Население 2761 человек по переписи 2011 года.
Через город проходит Автострада 1 Пирей — Афины — Салоники — Эвзони (ПАСЭ), часть европейского маршрута E75.

## Сообщество Камена-Вурла
Сообщество Камена-Вурла (Κοινότητα Καμένων Βούρλων) создано в 1947 году (ΦΕΚ 137Α). В сообщество входит деревня Карья. Население 2796 человек по переписи 2011 года. Площадь 51,949 квадратных километров.
| Населённый пункт | Население (2011), человек |
| ---------------- | ------------------------- |
| Камена-Вурла     | 2761                      |
| Карья            | 35                        |

## Население
| Год  | Население, человек |
| ---- | ------------------ |
| 1991 | 2330               |
| 2001 | 2591               |
| 2011 | ↗ 2761             |